# DOVA-SYNDROME
DOVA-SYNDROME（ドヴァ シンドローム）は、作曲家の稿屋隆（わらや たかし）による日本の音楽素材サイトである。

## 概要
2009年に稿屋隆が開設したウェブサイトで、2013年頃より作詞・作曲者の募集を始めた。
収録曲は、基本的にはBGM中心だが、効果音やジングルもあり、歌詞付きの曲も公開されている。2024年現在で、BGM・ジングルが約17,000曲、効果音が約1,300音公開されている。

## 利用規約
公開されている曲は、すべて無料である。また、基本的な利用規約はサイト全体で定められているが、作曲者ごとの利用規約も一部で定められている。